# Буне, Ирма
Ирма Буне (латыш. Irma Bune; 4 января 1911 — 21 мая 1995) — советская и латвийская театральная актриса. Заслуженная артистка Латвийской ССР (1956).

## Биография
Ирма Буне родилась 4 января 1911 года в литовском городе Биржае, в крестьянской семье Яниса Буне. После возвращения в Латвию отец получил земельный надел и стал новохозяином.
После школы окончила Латвийские драматические курсы (1932). Работала в Северолатвийском театре (1932), Народном театре (1933), Театре в Зиемельблазме (1934), Крестьянском драматическом театре (1936—1937), Латвийском драматическом актёрском ансамбле (1938—1940). С 1944 года актриса Государственного театра юного зрителя Латвийской ССР.
Ушла из жизни 21 мая 1995 года, похоронена на рижском Лесном кладбище.

## Признание и награды
- 1956 — Заслуженная артистка Латвийской ССР

## Творчество

### Роли в театре

#### Северолатвийский театр
- 1932 — «Враг народа» Генрика Ибсена — Госпожа Стокман

#### Театр в Зиемельблазме
- 1934 — «Вей, ветерок!» Райниса — Зане
- 1934 — «В огне» Рудольфа Блауманиса — Кристина

#### Крестьянский драматический театр
- 1936 — «День земли» М. Приедулайса — Дзиле
- 1937 — «Мы или они» Лиготню Екаба — Мета

#### Государственный театр юного зрителя Латвийской ССР
- 1945 — «Воронёнок» (латыш. "Krauklītis") Райниса — Магоне
- 1945 — «Юность отцов» (латыш. "Tēvu jaunība") Бориса Горбатова — Наташа
- 1947 — «Принцесса Гундега и король Брусубарда» (латыш. "Princese Gundega un karalis Brusubārda") Анны Бригадере — Гундега
- 1950 — «Снежная королева»  (латыш. "Sniega karaliene") Евгения Шварца — Снежная королева
- 1956 — «Золотой конь» (латыш. "Zelta zirgs") Райниса — Чёрная мать
- 1957 — «Поросль» (латыш. "Jaunaudze") Казиса Бинкиса — Учитель природоведения
- 1957 — «В поисках радости» (латыш. "Prieku meklējot") Виктора Розова — Клавдия Васильевна
- 1958 — «Сомбреро» (латыш. "Sombrēro") Михалкова Сергея - Ольга Михайловна
- 1959 — «Снежная королева» (латыш. "Sniega karaliene") Евгения Шварца — Лапландка
- 1959 — «И так и этак, всё ничего» (латыш. "Šis un tas itnekas") Яниса Акуратера — Большая лягушка
- 1967 — «Майя и Пайя» (латыш. "Maija un Paija") Анны Бригадере — Пласка
- 1967 — «Замок охотника» (латыш. "Medību pils") Хария Гулбиса — Анна
- 1972 — «Я вижу солнце» (латыш. "Es redzu sauli") Нодара Думбадзе и Григория Лордкипанидзе — Кесария
- 1973 — «В ожидании Айвара» (латыш. "Aivaru gaidot") Гунара Приеде — Мать
- 1981 — «Ожидание праздника» (латыш. "Gaidīšanas svētki") Паула Путниньша — Ева